# Abermain
Abermain é uma cidade australiana localizada a 8 quilômetros a lés-nordeste de Cessnock e a 3 quilômetros a oeste de Weston, no estado da Nova Gales do Sul. Em 2011, sua população era de 2 322 habitantes, dos quais 1 152 são homens e 1 170 são mulheres. Abermain fica perto do Parque Nacional Werakata.